# Laberlière
Laberlière est une commune française située dans le département de l'Oise en région Hauts-de-France.

## Géographie

### Description
Situé au centre de la Picardie, Laberlière est un village est localisé dans la vallée du Matz et situé au nord-est de l'Oise.
Il se trouve à une vingtaine de kilomètres des villes de Compiègne, Noyon, Roye et Montdidier et à une centaine de kilomètres de Paris.
En 1850, Louis Graves décrivait Laberlière comme une petite commune « assise dans la vallée du Matz,  dont le cours forme en partie sa limite occidentale ; elle est en outre arrosée
par le ruisseau de la Fontaine-Manceau , et par celui du Puisard. 
Le chef-lien consiste en une seule rue sur la route départementale de Beauvais à Noyon ».

### Communes limitrophes
Les communes limitrophes sont  Biermont, Ricquebourg et Roye-sur-Matz.

### Hydrographie

#### Réseau hydrographique
La commune est située dans le bassin Seine-Normandie. Elle est drainée par le Matz, environné de zones humides et de marais, et dans lequel conflue le ruisseau de la Fontaine-Manceau et  le ruissseau des Puisards de Manceau.
 et un autre petit cours d'eau,.
Le Matz, d'une longueur de 25 km, prend sa source dans la commune de Canny-sur-Matz et se jette  dans l'Oise à Montmacq, après avoir traversé 17 communes.

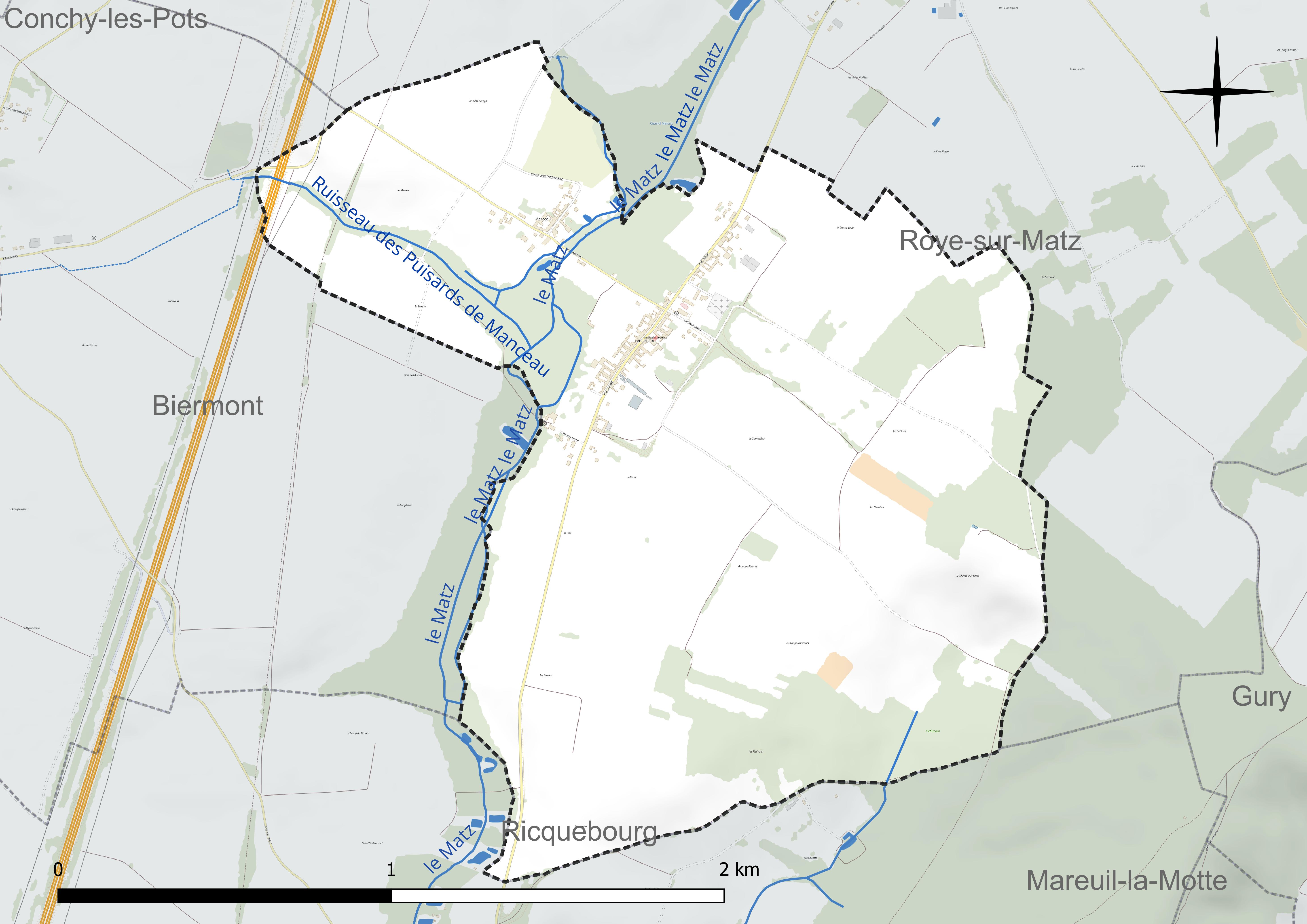
Réseau hydrographique de Laberlière.

#### Gestion et qualité des eaux
Le territoire communal est couvert par le schéma d'aménagement et de gestion des eaux (SAGE) « Sensée ». Ce document de planification concerne un territoire de 1 013 km2 de superficie, délimité par le bassin versant de l'Oise moyenne. Le périmètre a été arrêté le 24 avril 2017 et le SAGE est, en 2024, encore en élaboration. La structure porteuse de l'élaboration et de la mise en œuvre est le syndicat mixte du SAGE Oise-Moyenne (SMOM).
La qualité des cours d'eau peut être consultée sur un site dédié géré par les agences de l'eau et l'Agence française pour la biodiversité.

### Climat
Pour des articles plus généraux, voir Climat des Hauts-de-France et Climat de l'Oise.
En 2010, le climat de la commune est de type climat océanique dégradé des plaines du Centre et du Nord, selon une étude du CNRS s'appuyant sur une série de données couvrant la période 1971-2000. En 2020, Météo-France publie une typologie des climats de la France métropolitaine dans laquelle la commune est exposée à un climat océanique et est dans la région climatique Nord-est du bassin Parisien, caractérisée par un ensoleillement médiocre, une pluviométrie moyenne régulièrement répartie au cours de l'année et un hiver froid (3 °C).
Pour la période 1971-2000, la température annuelle moyenne est de 10,6 °C, avec une amplitude thermique annuelle de 14,7 °C. Le cumul annuel moyen de précipitations est de 703 mm, avec 11 jours de précipitations en janvier et 8,8 jours en juillet. Pour la période 1991-2020, la température moyenne annuelle observée sur la station météorologique la plus proche, située sur la commune de Godenvillers à 15 km à vol d'oiseau, est de 11,1 °C et le cumul annuel moyen de précipitations est de 701,9 mm,. Pour l'avenir, les paramètres climatiques de la commune estimés pour 2050 selon différents scénarios d'émission de gaz à effet de serre sont consultables sur un site dédié publié par Météo-France en novembre 2022.

## Urbanisme

### Typologie
Au 1er janvier 2024, Laberlière est catégorisée commune rurale à habitat dispersé, selon la nouvelle grille communale de densité à sept niveaux définie par l'Insee en 2022.
Elle est située hors unité urbaine. Par ailleurs la commune fait partie de l'aire d'attraction de Compiègne, dont elle est une commune de la couronne,. Cette aire, qui regroupe 101 communes, est catégorisée dans les aires de 50 000 à moins de 200 000 habitants,.

### Occupation des sols

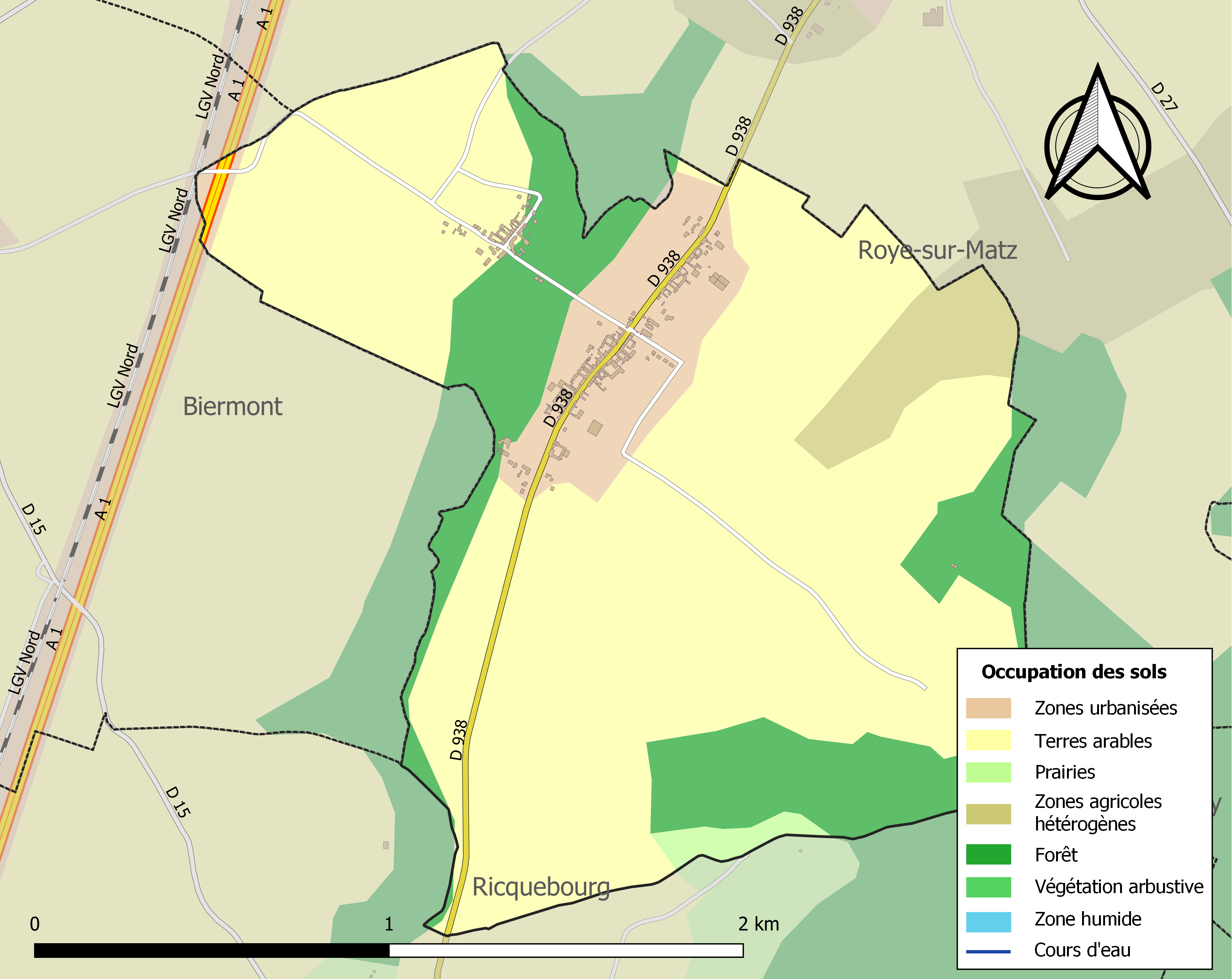
Carte de l'occupation des sols de la commune en 2018 (CLC).

L'occupation des sols de la commune, telle qu'elle ressort de la base de données européenne d'occupation biophysique des sols Corine Land Cover (CLC), est marquée par l'importance des territoires agricoles (73,5 % en 2018), une proportion sensiblement équivalente à celle de 1990 (74,1 %). La répartition détaillée en 2018 est la suivante : 
terres arables (68,1 %), forêts (17,3 %), zones urbanisées (8,7 %), zones agricoles hétérogènes (4,2 %), prairies (1,2 %), zones industrielles ou commerciales et réseaux de communication (0,6 %).
L'IGN met par ailleurs à disposition un outil en ligne permettant de comparer l'évolution dans le temps de l'occupation des sols de la commune (ou de territoires à des échelles différentes). Plusieurs époques sont accessibles sous forme de cartes ou photos aériennes : la carte de Cassini (XVIIIe siècle), la carte d'état-major (1820-1866) et la période actuelle (1950 à aujourd'hui).

### Lieux-dits, hameaux et écarts
La commune comprend le hameau de Manceau situé sur la route de Biermont, sur la frive droite du Matz, et qui a été détaché de la commune de Roye-sur-Matz le 16 ventôse an XIII (7 mars 1805).
On peut également signaler : 
- Lieux-dits : le fief Bertin, la Folie
- Lieux : le jeu d'arc, le parc du château.

### Habitat et logement
En 2020, le nombre total de logements dans la commune était de 92, alors qu'il était de 89 en 2015 et de 80 en 2010.
Parmi ces logements, 91,3 % étaient des résidences principales, 1,1 % des résidences secondaires et 7,6 % des logements vacants. Ces logements étaient pour 96,7 % d'entre eux des maisons individuelles et pour 3,3 % des appartements.
Le tableau ci-dessous présente la typologie des logements à Laberlière en 2020 en comparaison avec celle de l'Oise et de la France entière. Une caractéristique marquante du parc de logements est ainsi une proportion de résidences secondaires et logements occasionnels (1,1 %) inférieure à celle du département (2,4 %) et à celle de la France entière (9,7 %). Concernant le statut d'occupation de ces logements, 79,8 % des habitants de la commune sont propriétaires de leur logement (80 % en 2015), contre 61,4 % pour l'Oise et 57,5 pour la France entière.
| Typologie                                               | Laberlière | Oise | France entière |
| ------------------------------------------------------- | ---------- | ---- | -------------- |
| Résidences principales (en %)                           | 91,3       | 90,5 | 82,1           |
| Résidences secondaires et logements occasionnels (en %) | 1,1        | 2,4  | 9,7            |
| Logements vacants (en %)                                | 7,6        | 7,1  | 8,2            |

### Voies de communication et transports
Une rue principale traverse le village. C'est l'ancienne route nationale 38, actielle RD 938 qui relie Beauvais à Noyon.
L'autoroute A1 et la LGV Nord tangentent à l'ouest le territoire communal.
La commune est desservie, en 2023, par les lignes 655, 675, 6301, 6303, 6307 et 6334 du réseau interurbain de l'Oise.

## Toponymie
L'étymologie de Berlière représente le dérivé, avec le suffixe roman collectif -aria (ière), du bas latin berula, probablement d'origine gauloise et qui a pu désigner alors, sous le nom de "berle", le cresson de fontaine (lieu aux berles), éventuellement "la cressonnière".
En fait l'ancien français berle, belle désignait différentes plantes qui croissent dans les lieux humides, notamment le cresson, la berle ou ache d'eau, le mouron d'eau et la véronique cressonnière. En effet, le village de Laberlière est arrosé par le Matz.
Au fil des siècles, le nom du village change :
- de Berleria 1143
- Petro de Beleria 1167
- Belleria 1184 (bulle pape Luce III)
- Bellerie 1196
- Labewere 1210
- Le Belier des Manseaux 1469
- La Beliere 1470
- Belliere 1580
- La Berlière 1751
- Laberlière 1840

## Histoire

### Moyen Âge
La terre et la seigneurie de Laberlière appartiennent à l'abbaye Saint-Corneille de Compiègne, qui faisait desservir la cure par quelques-uns de ses religieux. En 1481, l'abbé de Saint-Corneille obtient de Jean de Bar, évêque de Beauvais, l'érection en cure de l'église de Laberlière.

### Temps modernes
La seigneurie de Laberlière appartient notamment  à la maison de Lancry qui possédait également celles  de Bains et de Boulogne-la-Grasse. En 1703, Antoine de Lancry , écuyer, est seigneur de Laberlière. Ses armes étaient de gueules, à un sautoir d'argent, chargé en cœur d'un macle d'azur.
Au début du XVIIIe siècle est détruite la chapelle Saint-Sulpice, dont ignore la date de son élévation. Autrefois, un pèlerinage et une neuvaine se tenaient le jour de Pâques et à la fin août. Ces processions rassemblaient les paroissiens du village et des alentours.
Circonscriptions administratives et électorales
Selon Émile Coët, « La paroisse de Laberlière (Belleria), faisait partie du bailliage, du grenier à sel de Roye et de l'élection de Montdidier. Elle comptait avec Manceaux trente-six feux en 1469 et cinquante-deux, en 1771, à cette dernière date elle payait deux cent cinquante-cinq livres de  capitation  ».

### Époque contemporaine
En 1850, le village dispose d'un presbytère, d'une mairie couverte en chaume, d'une école, de pâtures publiques. Les villageois produisent des fromages et un moulin à eau y est installé, permettant de moudre le grain et de produire de la farine.
Durant la Première Guerre mondiale, Laberlière est gravement endommagée : l'ancienne église, la chapelle, le château et une partie du moulin à eau qui subsiste encore sont détruits, et a  été décoré de la Croix de guerre 1914-1918, le 21 février 1921.
L'activité du moulin cesse en 1921. 

## Politique et administration

### Rattachements administratifs et électoraux

#### Rattachements administratifs
La commune se trouve  dans l'arrondissement de Compiègne du département de l'Oise.
Elle faisait partie depuis 1801 du canton de Lassigny. Dans le cadre du redécoupage cantonal de 2014 en France, cette circonscription administrative territoriale a disparu, et le canton n'est plus qu'une circonscription électorale.

#### Rattachements électoraux
Pour les élections départementales, la commune fait partie depuis 2014 du canton de Thourotte
Pour l'élection des députés, elle fait partie de la sixième circonscription de l'Oise.

### Intercommunalité
Laberlière est membre de la communauté de communes du Pays des Sources, un établissement public de coopération intercommunale (EPCI) à fiscalité propre créé en 1997 et auquel la commune avait transféré un certain nombre de ses compétences, dans les conditions déterminées par le code général des collectivités territoriales.

### Liste des maires
| Période                                  | Période                   | Identité      | Étiquette | Qualité                                                      |
| ---------------------------------------- | ------------------------- | ------------- | --------- | ------------------------------------------------------------ |
| Les données manquantes sont à compléter. |                           |               |           |                                                              |
| mars 2001                                | 2008                      | Pierre Rosé   |           |                                                              |
| mars 2008                                | mars 2020                 | Christian Vos |           | Retraité Président du syndicat des eaux de la Vallée du Matz |
| mai 2020                                 | En cours (au 6 juin 2023) | Dominik Raabe |           | Technicien                                                   |

## Population et société

### Démographie

#### Évolution démographique
L'évolution du nombre d'habitants est connue à travers les recensements de la population effectués dans la commune depuis 1793. Pour les communes de moins de 10 000 habitants, une enquête de recensement portant sur toute la population est réalisée tous les cinq ans, les populations de référence des années intermédiaires étant quant à elles estimées par interpolation ou extrapolation. Pour la commune, le premier recensement exhaustif entrant dans le cadre du nouveau dispositif a été réalisé en 2004.

En 2022, la commune comptait 200 habitants, en évolution de +2,56 % par rapport à 2016 (Oise : +0,87 %, France hors Mayotte : +2,11 %).
| 1793 | 1800 | 1806 | 1821 | 1831 | 1836 | 1841 | 1846 | 1851 |
| ---- | ---- | ---- | ---- | ---- | ---- | ---- | ---- | ---- |
| 204  | 161  | 234  | 222  | 229  | 242  | 213  | 199  | 188  |

| 1856 | 1861 | 1866 | 1872 | 1876 | 1881 | 1886 | 1891 | 1896 |
| ---- | ---- | ---- | ---- | ---- | ---- | ---- | ---- | ---- |
| 167  | 182  | 182  | 190  | 197  | 209  | 209  | 192  | 186  |

| 1901 | 1906 | 1911 | 1921 | 1926 | 1931 | 1936 | 1946 | 1954 |
| ---- | ---- | ---- | ---- | ---- | ---- | ---- | ---- | ---- |
| 179  | 182  | 190  | 176  | 172  | 182  | 159  | 162  | 169  |

| 1962 | 1968 | 1975 | 1982 | 1990 | 1999 | 2004 | 2006 | 2009 |
| ---- | ---- | ---- | ---- | ---- | ---- | ---- | ---- | ---- |
| 176  | 166  | 151  | 148  | 146  | 168  | 170  | 171  | 176  |

| 2014 | 2019 | 2022 | - | - | - | - | - | - |
| ---- | ---- | ---- | - | - | - | - | - | - |
| 193  | 202  | 200  | - | - | - | - | - | - |

#### Pyramide des âges
La population de la commune est relativement jeune.
En 2018, le taux de personnes d'un âge inférieur à 30 ans s'élève à 30,7 %, soit en dessous de la moyenne départementale (37,3 %). À l'inverse, le taux de personnes d'âge supérieur à 60 ans est de 26,7 % la même année, alors qu'il est de 22,8 % au niveau départemental.
En 2018, la commune comptait 101 hommes pour 99 femmes, soit un taux de 50,5 % d'hommes, légèrement supérieur au taux départemental (48,89 %).
Les pyramides des âges de la commune et du département s'établissent comme suit.
| Hommes | Classe d’âge | Femmes |
| ------ | ------------ | ------ |
| 1,0    | 90 ou +      | 1,0    |
| 3,9    | 75-89 ans    | 8,0    |
| 28,4   | 60-74 ans    | 11,0   |
| 20,6   | 45-59 ans    | 25,0   |
| 19,6   | 30-44 ans    | 20,0   |
| 10,8   | 15-29 ans    | 12,0   |
| 15,7   | 0-14 ans     | 23,0   |

| Hommes | Classe d’âge | Femmes |
| ------ | ------------ | ------ |
| 0,5    | 90 ou +      | 1,4    |
| 5,5    | 75-89 ans    | 7,6    |
| 15,6   | 60-74 ans    | 16,3   |
| 20,8   | 45-59 ans    | 20     |
| 19,4   | 30-44 ans    | 19,4   |
| 17,6   | 15-29 ans    | 16,2   |
| 20,6   | 0-14 ans     | 19,1   |

## Culture locale et patrimoine

### Lieux et monuments
- La Mairie-école, rebâtie vers 1930, rénovée et rendue accessible en 2021. L'école n'est plus utilisée depuis 1976[34].

- L'église Saint-Médard, reconstruite dans les années 1920 après la destruction totale de l'édifice précédent qui datait du XIIe siècle pendant la Première Guerre mondiale. L'église est édifiée en style néo-roman et comprend un plan classique : clocher porche, nef unique, transept saillant et chœur polygonal. Le clocher, remarquable, est inspiré des ouvrages des XIe et XIIe siècles. Sa tour est épaulée par huit contreforts sans ressaut. Au-dessus se trouve l'étage du beffroi, octogonal  et ajouré de huit petites baies en plein cintre et couronné par une courte flèche en pierre. À la base du clocher se trouve un puissant portail en plein cintre dont l'archivolte décorée de billettes et de bâtons brisés est reçue sur de courtes et larges colonnettes par l'intermédiaire de chapiteaux cubiques. Un gâble couronne le tout[35]. Sa cloche, baptisée Anne Catherine et provenant de l'église précédente et déjà utilisée en 1792usée, a été restaurée en 2019[36].

- le monument aux morts
- le moulin
- Vestiges du château, qui était situé face à l'église et dont il subsiste qu'une partie du mur et un pilier en pierres de taille à l'entrée du parc[17].
- Un calvaire bâti avec les pierres de la chapelle Saint-Sulpice, détruite au XVIIIe siècle, rappelle son existence[17].

## Pour approfondir